# Sturnira hondurensis
Sturnira hondurensis és una espècie de ratpenat de la família dels fil·lostòmids. Viu a altituds d'entre 600 i 2.000 msnm a El Salvador, Guatemala, Hondures, Mèxic i Nicaragua. S'alimenta de fruita. El seu hàbitat natural són els boscos de diferents tipus. Es creu que no hi ha cap amenaça significativa per a la supervivència d'aquesta espècie, classificada dins de S. ludovici fins a principis del segle xxi. El seu nom específic, hondurensis, significa 'hondureny' en llatí.